# Коконопряд пырейный
Коконопряд пырейный (лат. Malacosoma franconicum) — вид бабочек из семейства коконопрядов.

## Описание
Наблюдается незначительный половой диморфизм. Размах крыльев самца 20—25 мм, самки — 28—38 мм. Цвет крыльев самцов преимущественно тёмно-коричневый. По внешнему краю дискальной области часто проходит узкая желтоватая полоса, иногда очень нечёткая. Тёмные жилки выделяются более чётко. Грудь и брюшко густо покрыты желтоватыми волосками. Усики длинногребенчатые. Цвет основания крыльев у самок всегда красноватый, без каких-либо отметин. Выделяются только жилки. Грудь и брюшко покрыты тонкими рыжеватыми волосками, усики очень коротко гребенчатые. Хоботок атрофирован у обоих полов.
Яйцо круглое, грязно-белого цвета, с небольшими коричневыми точками на верхней стороне.
Взрослые гусеницы имеют коричневатый цвет и тонкие красновато-жёлтые волоски. У них светло-коричневая спинная линия и голубоватые боковые пятна. Голова чёрно-синего цвета.
Куколка имеет тёмно-коричневый цвет.

## Похожие виды
Похожий вид, Malacosoma alpicolum, встречается в горных и высокогорных районах, географического совпадения нет, а значит, путаница практически невозможна.

## Распространение и среда обитания
Номинативный вид Malacosoma franconicum franconicum встречается спорадически в Западной и Южной Европе, а также на отдельном участке от Балтийского до Чёрного моря. Подвид Malacosoma franconicum panormitanum обитает на Сицилии. Предпочитает заселять места с тёплым микроклиматом, например, песчаные биотопы с южной стороны, а также солнечные, сухие, просторные луга и молодые сосновые посадки.

## Жизненный цикл
Мотыльки образуют одно поколение в год, которое можно встретить с июня по август. Самцы летают днём в поисках готовых к полету самок. Ночью они лишь изредка появляются у искусственных источников света. Самки откладывают яйца в длинные кольцеобразные кладки на веточки или стебли и прикрепляют их оранжево-желтой замазкой, что отличает их от кладок кольчатого коконопряда и Malacosoma castrensis, которые прикрепляют свои яйца чёрной замазкой. После спячки гусеницы вылупляются в апреле. Сначала они живут группой в паутине на кормовом растении, куда отходят на время линьки и перерывов в питании. После последней линьки живут поодиночке. Питаются листьями различных растений, таких как полынь, тысячелистник, пижма, подорожник, гвоздика и пырейник. В качестве кормовых растений также упоминаются бессмертник песчаный (Helichrysum arenarium) и вереск. Окукливание происходит в бело-сером коконе.